# Eksjö Stadshus Aktiebolag
Eksjö Stadshus Aktiebolag är ett svenskt förvaltningsbolag som agerar moderbolag för de verksamheter som Eksjö kommun har valt att driva i aktiebolagsform. Bolaget ägs helt av kommunen.

## Bolag
Källa: 

### Helägda
- Aktiebolaget Eksjö Industribyggnader
  - MA Industrifastigheter AB
  - Skruven Fastighetsbolag i Mariannelund AB
- Eksjö Energi AB
  - Eksjö Elnät AB
  - Eksjö Energi Elit AB
- Eksjö Kommunfastigheter AB
  - Eksjö Fordonsutbildning AB
  - Eksjö Fordonsutbildning Fastighets AB
- Eksjöbostäder Aktiebolag
  - Almen i Eksjö bostäder AB
  - Eksjö Fastighetsförvaltning AB

### Delägda
- Eksjö nu AB
- Itolv AB